# MTV Video Music Award para Artista do Ano
O MTV Video Music Award para Artista do Ano (em inglês, MTV Video Music Award for Artist of the Year)  é um dos maiores prêmios concedidos no MTV Video Music Awards. Foi atribuído pela primeira vez no MTV Video Music Awards de 2017, substituindo o MTV Video Music Award para Melhor Vídeo Masculino e o MTV Video Music Award Para Melhor Vídeo Feminino, pois a MTV decidiu eliminar prêmios específicos de gênero.
Em 2025, o número de indicações passou de cinco a sete. 
Ed Sheeran foi o primeiro a receber o prêmio, em 2017. Ariana Grande tem o maior número de indicações na categoria, com cinco, tendo vencido o prêmio em 2019. Taylor Swift é a mais premiada, com dois prêmios na categoria.

## Vencedores e indicados

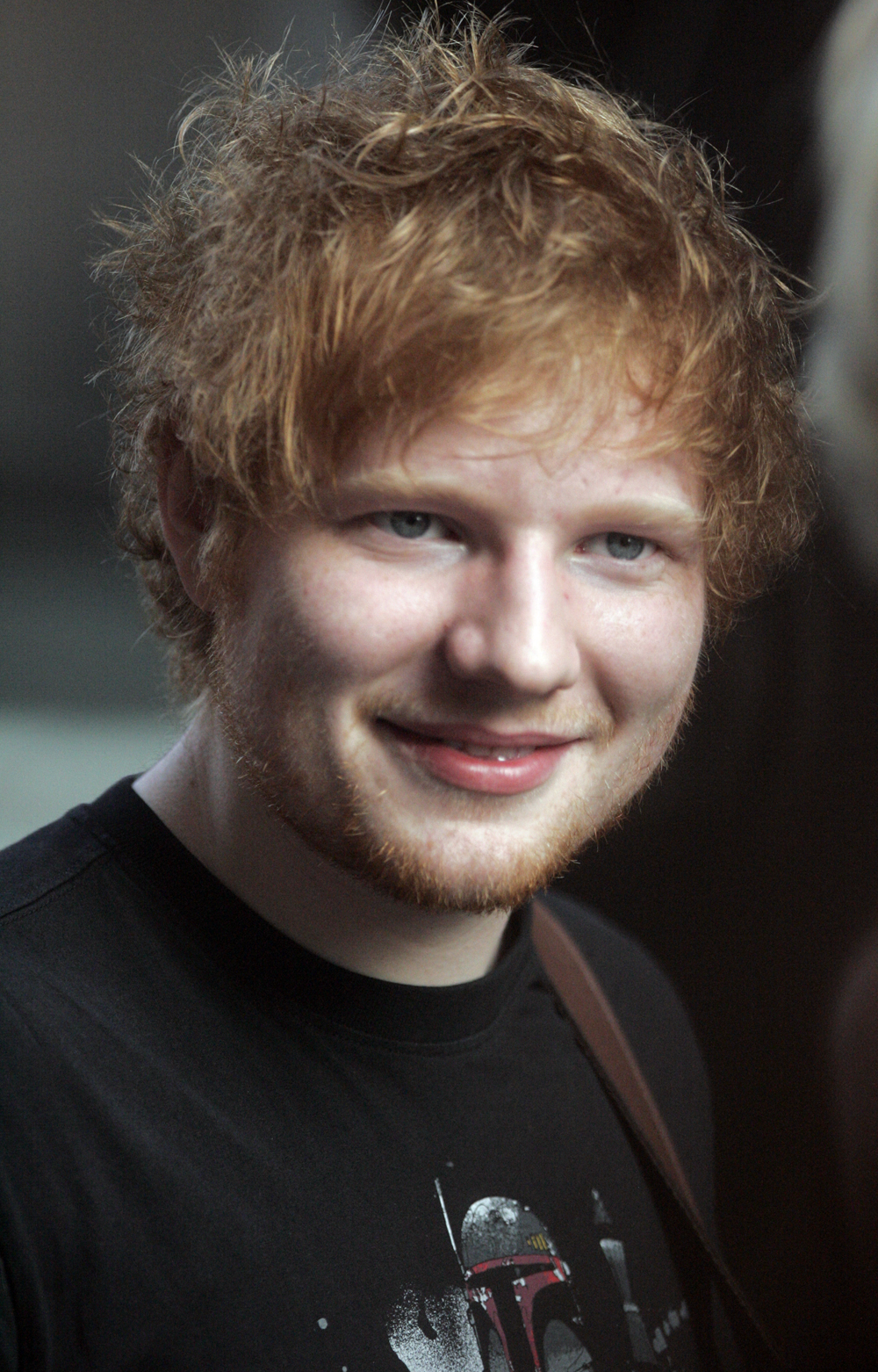
Ed Sheeran foi o primeiro artista a vencer o prêmio, em 2017

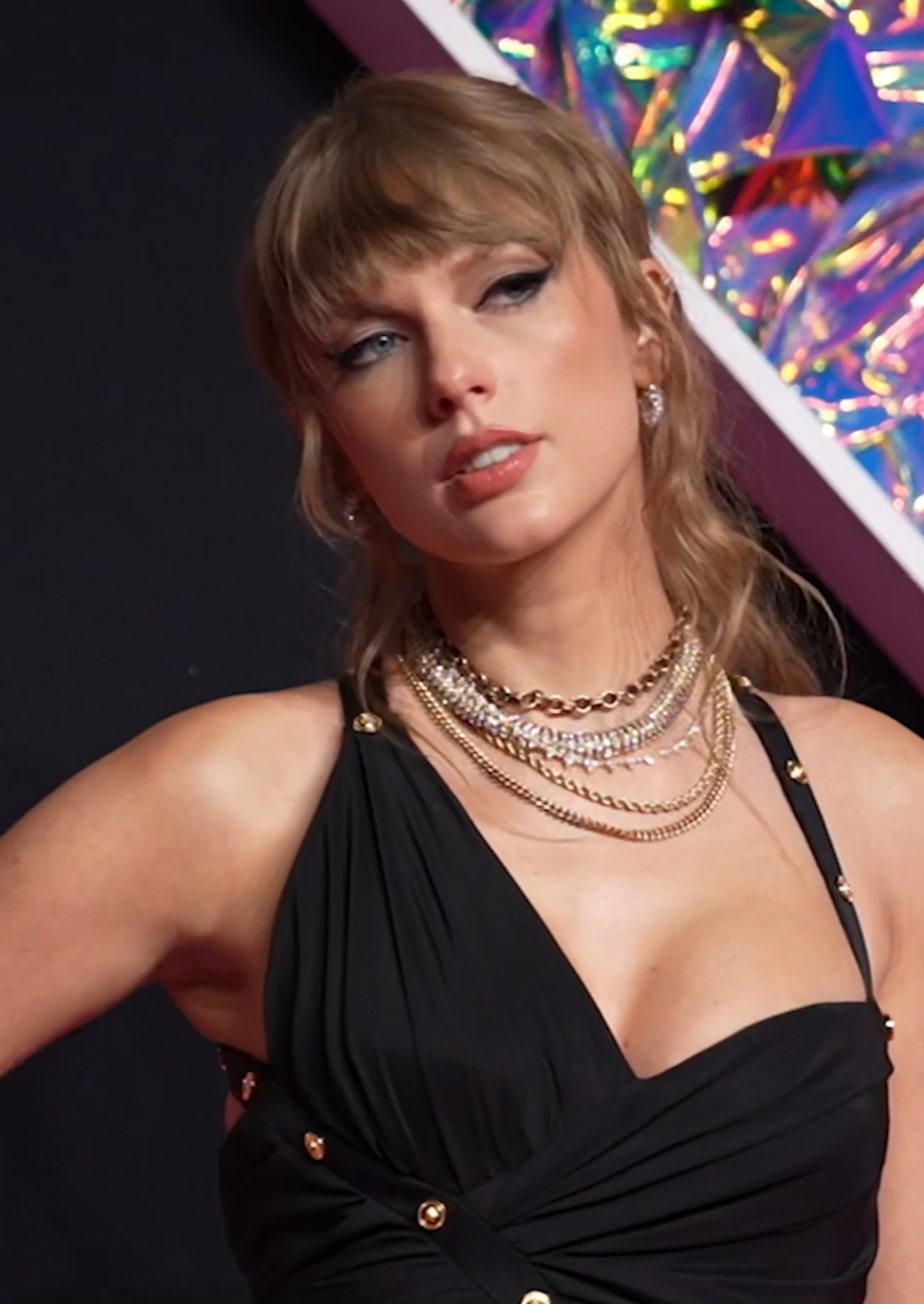
Taylor Swift venceu o prêmio por dois anos consecutivos, sendo a mais premiada da categoria

### Década de 2010
| Ano  | Vencedor(a)    | Indicados                                                          | Ref.  |
| ---- | -------------- | ------------------------------------------------------------------ | ----- |
| 2017 | Ed Sheeran     | - Ariana Grande - Kendrick Lamar - Lorde - Bruno Mars - The Weeknd | [ 2 ] |
| 2018 | Camila Cabello | - Cardi B - Drake - Ariana Grande - Post Malone - Bruno Mars       | [ 3 ] |
| 2019 | Ariana Grande  | - Cardi B - Billie Eilish - Halsey - Jonas Brothers - Shawn Mendes | [ 4 ] |

### Década de 2020
| Ano  | Vencedor(a)   | Indicados                                                                                      | Ref.   |
| ---- | ------------- | ---------------------------------------------------------------------------------------------- | ------ |
| 2020 | Lady Gaga     | - Justin Bieber - DaBaby - Megan Thee Stallion - Post Malone - The Weeknd                      | [ 5 ]  |
| 2021 | Justin Bieber | - Doja Cat - Ariana Grande - Megan Thee Stallion - Olivia Rodrigo - Taylor Swift               | [ 6 ]  |
| 2022 | Bad Bunny     | - Drake - Ed Sheeran - Harry Styles - Jack Harlow - Lil Nas X - Lizzo                          | [ 7 ]  |
| 2023 | Taylor Swift  | - Beyoncé - Doja Cat - Karol G - Nicki Minaj - Shakira                                         | [ 8 ]  |
| 2024 | Taylor Swift  | - Ariana Grande - Bad Bunny - Eminem - Sabrina Carpenter - SZA                                 | [ 9 ]  |
| 2025 |               | - Bad Bunny - Beyoncé - Kendrick Lamar - Lady Gaga - Morgan Wallen - Taylor Swift - The Weeknd | [ 10 ] |

## Artistas com mais indicações
5 indicações
- Ariana Grande

4 indicações
- Taylor Swift

3 indicações
- The Weeknd

2 indicações
- Bad Bunny
- Beyoncé
- Bruno Mars
- Cardi B
- Doja Cat
- Drake
- Ed Sheeran
- Justin Bieber
- Megan Thee Stallion
- Post Malone